# Clara Corral Aller
Clara Corral Aller   (Ourense, 8 de juny de 1847 - la Corunya, 9 de febrer de 1908) va ser una poetessa gallega, la segona dona que va publicar un text en gallec durant el segle xix, després de Rosalía de Castro. Filla de Dimas Corral Rebellón i Clara Aller Presas, el 1852 es va traslladar amb la seva família a Lugo. El 1868, orfena de pare i mare, es va mudar amb les seves germanes Consuelo i Rita a Santiago de Compostel·la on es va dedicar a la seva labor literària. Es conserven els seus poemes apareguts en la premsa de l'època: El Diario de Santiago, Revista Compostelana de Instrucción i Recreo i La Ilustración Gallega y Asturiana. El 1884 es va traslladar a viure a la Corunya amb el seu germà i la seva cunyada. El 1891, va publicar A Herminia, dedicat a la seva neboda òrfena, filla de la seva germana Rita, que va ser, igual que ella, membre corresponent de la Reial Acadèmia Gallega, creada el 1906. El 1980 es van publicar Poesias en gallego y castellano. Clara Corral Aller 1847-1908, recull editat per Dimas Romero Vázquez. A Orense, la seva ciutat natal, hi ha un carrer amb el seu nom i cognoms al seu honor.

## Obra
- “Á una flor”, a Almanaque de Galicia para uso de la juventud elegante y de buen tono, Lugo, Soto y Freire. 1866[2]
- “Armonías”, a El Diario de Santiago, Santiago de Compostela. 1872-73[1]
- “Mi ideal”, a El Diario de Santiago, Santiago de Compostela.
- “Prismas”, a El Diario de Santiago, Santiago de Compostela. 1872-73
- “Una tempestad”, a El Diario de Santiago, Santiago de Compostela. 1872-73
- “Vendrá”, a El Diario de Santiago, Santiago de Compostela. 1872-73
- “Una lágrima”, a La Revista Compostelana, Santiago de Compostela. 1876
- “Lonxe vai miña alegría”, a La Ilustración Gallega y Asturiana, Madrid. 1879
- “O ben na terra”, a La Ilustración Gallega y Asturiana, Madrid. 1879
- “O día de San Antón”, a La Ilustración Gallega y Asturiana, Madrid. 1879[1]
- ”A Herminia”, Pontevedra. 1891[2]
- ”Poesías en gallego y asturiano”, editor Dimas Romero Vázquez. 1980[1]